# Veniše
Veniše este o localitate din comuna Krško, Slovenia, cu o populație de 229 de locuitori.